# Ковгай
Річка Ковгай (англ. Kowhai River) — річка на північному сході Південного острова Нової Зеландії. Належить до басейну Тихого океану.

## Географія

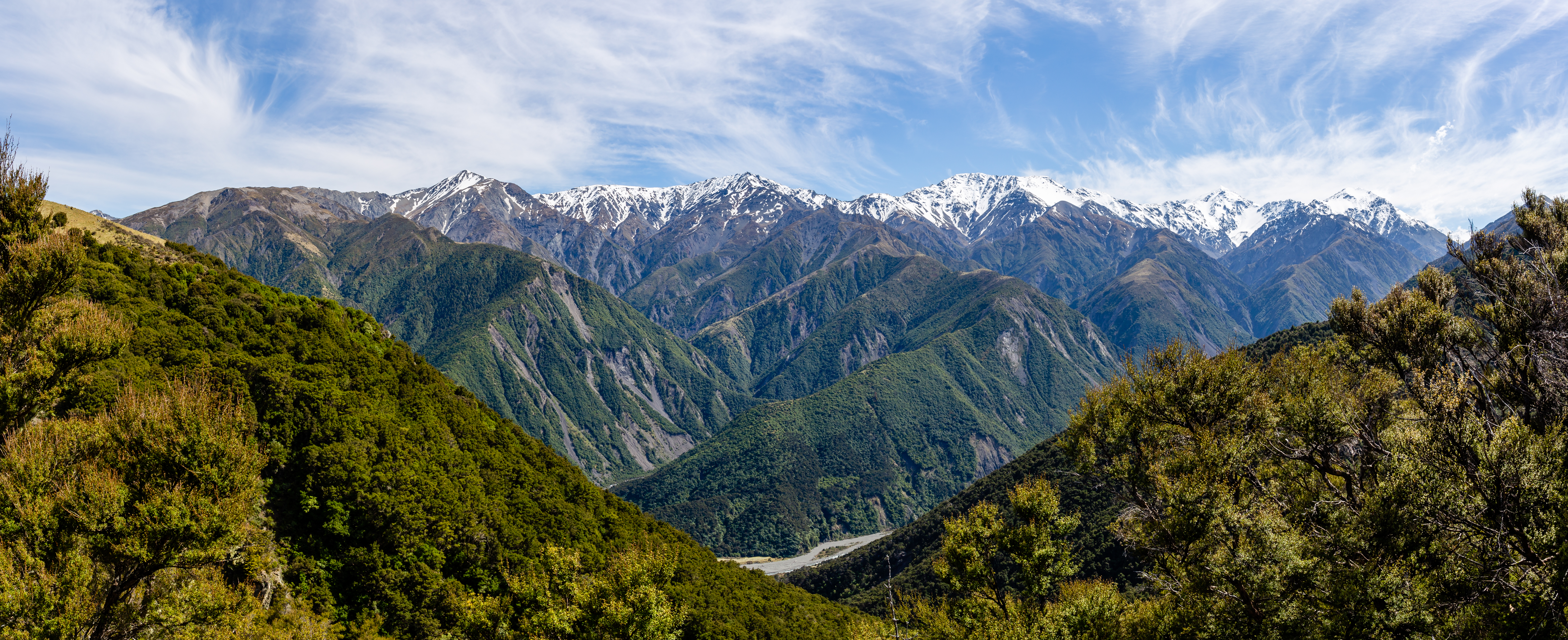
Річка Ковгай в хребтах Кайкоура

Річка довжиною 26 км, починає свій витік на південних схилах гори Манакау (2608 м, найвищої вершини гірського хребта Севард Кайкоура (англ. Seaward Kaikoura Range), який є східною частиною хребтів Кайкоура, на висоті близько 1900 м. Тече на південь південний схід приблизно 14 км, після чого виходить з гірських хребтів на рівнинну частину острова і круто завертає на південний схід, при цьому її русло розбивається на рукави, утворюючи численні річні острови. Впадає в Тихий океан на захід від півострова Кайкоура, за три кілометри на захід від околиці міста Кайкоура.

## Притоки
Річка немає великих приток. Притоки (невеликі струмки і річки). Найбільші притоки:
- Сновфлаке Стрем (права) та Сенді Крік (ліва) — впадають в гірську частину русла;
- Ґолдміне Крік, Флудґате Крік (ліві) — впадають в рівнинну частину русла.